# Markus Pleuler
Markus Pleuler (* 10. Mai 1970 in Urach) ist ein deutscher Fußballtrainer und ehemaliger Fußballspieler. In seiner aktiven Karriere war er Mittelfeldspieler.

## Laufbahn
Der Jugend entwachsen, kam Markus Pleuler beim SSV Reutlingen erstmals mit höherklassigem Fußball in Berührung. Bei den Kreuzeichekickern schaffte der aus Hülben stammende lauf- und kampfstarke Fußballer den Sprung in die 1. Mannschaft. In der Saison 1991/92 verpasste „Magge“, so sein Spitzname, mit den Reutlingern unter Trainer Wilfried Gröbner nur knapp den Sprung in die 2. Bundesliga, weil man in der Aufstiegsrunde an der SpVgg Unterhaching scheiterte. Zuvor hatte sich der SSV Reutlingen in der damals noch drittklassigen Oberliga Baden-Württemberg als Meister vor dem SSV Ulm 1846 durchgesetzt.
Aus Reutlingen kam Pleuler dann zum SSV Ulm 1846. Dort schaffte er 1998 den Aufstieg in die 2. Bundesliga. Mit 23 Spielen und zwei Toren trug er dazu bei, dass dem Verein überraschend der Durchmarsch von der Regionalliga in die Bundesliga gelang. Sein Debüt im Oberhaus feierte er am 1. Spieltag beim 1:1-Unentschieden gegen den SC Freiburg am 15. August 1999. Insgesamt bestritt er 19 Spiele in der ersten Liga. Am 28. Februar 2000 erzielte er gegen Arminia Bielefeld durch einen Linksschuss seinen einzigen Bundesligatreffer.
Nach dem Abstieg wechselte Pleuler zum Zweitligisten Stuttgarter Kickers, mit dem er allerdings in die Regionalliga Süd abstieg. Dort war er in der ersten Saison Stammspieler. Nachdem er zu Beginn der zweiten Saison nicht eingesetzt worden war, wechselte er als erster deutscher Spieler nach Rumänien und unterschrieb beim Erstligisten UTA Arad.
Nach nur einer Saison kam er nach Deutschland zurück und ging zum Regionalligisten SV Darmstadt 98, der zu dieser Zeit von Bruno Labbadia trainiert wurde. In Darmstadt lernte er auch seine heutige Frau Anja kennen. Trotzdem kehrte er nach nur einem Jahr bei den Lilien zum SSV Ulm 1846 zurück. In der Münsterstadt wurde er jedoch nicht mehr richtig glücklich und klagte erfolgreich auf Auflösung seines Vertrags. 
Pleuler übernahm im Sommer 2005 als Spielertrainer das Traineramt bei der SpVgg Au/Iller, die aus der Oberliga Baden-Württemberg in die Verbandsliga Württemberg abgestiegen war. Nach einer Saison als Spielertrainer beendete er 2006 bei der SpVgg Au/Iller seine aktive Spielerlaufbahn endgültig, stand dem Verein aber weiterhin als Cheftrainer zur Verfügung. 2008 machte Pleuler die Trainer A-Lizenz und holte als Trainer der SpVgg Au/Iller die Vizemeisterschaft in der Verbandsliga Württemberg, wodurch dem Verein die Rückkehr in die Oberliga gelang. Nach dem direkten Wiederabstieg wechselt er zur Saison 2009/10 als Trainer in die Bayernliga zur TSG Thannhausen. Im April 2012 übernahm er das Traineramt beim abstiegsbedrohten baden-württembergischen Verbandsligisten FC 07 Albstadt. Zum Ende der Saison 2014/15 gab Pleuler das Traineramt in Albstadt auf, da mit dem Verein keine Perspektive in Richtung Oberliga möglich war. Von 2016 bis 2018 arbeitete er als Trainer beim FC Sportfreunde Heppenheim. Seitdem ist Markus Pleuler auf der Suche nach einem neuen Verein.